# Dika Mem
Dika Akwa Mem (ur. 31 sierpnia 1997 w Paryżu) – francuski piłkarz ręczny, prawy rozgrywający, od 2016 zawodnik FC Barcelona.
Reprezentant Francji, złoty medalista mistrzostw świata we Francji (2017), brązowy medalista mistrzostw Europy w Chorwacji (2018).

## Kariera sportowa
Treningi rozpoczął w wieku 13 lat. Był zawodnikiem CSM Eaubonne i Saint-Gratien/Sannois. W sezonie 2015/2016 występował w Tremblay-en-France HB, w którego barwach rozegrał we francuskiej ekstraklasie 25 meczów i rzucił 93 bramki. W 2016 przeszedł do FC Barcelona, z którą podpisał sześcioletni kontrakt. Z katalońskim zespołem wywalczył m.in. mistrzostwo Hiszpanii i Puchar Hiszpanii, a w 2017 zwyciężył w Super Globe (w trzech meczach rzucił 12 goli). W sezonie 2016/2017 zadebiutował w Lidze Mistrzów.
W 2014 zdobył mistrzostwo Europy U-18 – podczas turnieju, który odbył się w Polsce, wystąpił w siedmiu meczach i rzucił 20 bramek (miał także 18 asyst). W 2015 wywalczył złoty medal mistrzostw świata U-19 w Rosji, w których rzucił 28 goli i zanotował osiem asyst. W 2016 zdobył brązowy medal mistrzostw Europy U-20 w Danii, podczas których rzucił 35 bramek i otrzymał nagrodę dla najlepszego prawego rozgrywającego turnieju. W 2017 wywalczył brązowy medal mistrzostw świata U-21 w Algierii, w których zdobył 38 goli i został wybrany najlepszym prawym rozgrywającym turnieju.
W 2017 z reprezentacją Francji seniorów zdobył mistrzostwo świata – w turnieju, który odbył się we Francji, wystąpił w sześciu meczach i rzucił dwie bramki. W 2018 wywalczył brązowy medal mistrzostw Europy w Chorwacji, podczas których zagrał w siedmiu spotkaniach i zdobył 22 bramki (miał też siedem asyst). Rok później na mistrzostwach świata w Niemczech i Danii wygrał w meczu o trzecie miejsce z reprezentacją Niemiec 26:26, zdobywając brązowy medal.

## Statystyki
| Klub                     | Sezon     | Liga   | Liga | Liga | Liga |    | Liga Mistrzów | Liga Mistrzów | Liga Mistrzów |     | Razem | Razem | Razem |
| Klub                     | Sezon     | Liga   | M    | B    | Śr.  | M  | B             | Śr.           | M             | B   | Śr.   |       |       |
| ------------------------ | --------- | ------ | ---- | ---- | ---- | -- | ------------- | ------------- | ------------- | --- | ----- | ----- | ----- |
| Tremblay-en-France HB    | 2015/2016 | LNH    | 25   | 93   | 3,7  | –  | –             | –             | 25            | 93  | 3,7   |       |       |
| FC Barcelona             | 2016/2017 | ASOBAL | 29   | 81   | 2,8  | 18 | 29            | 1,6           | 47            | 110 | 2,3   |       |       |
| FC Barcelona             | 2017/2018 | ASOBAL | 15   | 59   | 3,9  | 10 | 52            | 5,2           | 25            | 111 | 4,4   |       |       |
| Stan na 24 stycznia 2018 |           |        |      |      |      |    |               |               |               |     |       |       |       |

## Sukcesy
FC Barcelona
- Super Globe: 2017
- Mistrzostwo Hiszpanii: 2016/2017
- Puchar Hiszpanii: 2016/2017
- Superpuchar Hiszpanii: 2016, 2017
- Puchar Ligi ASOBAL: 2016, 2017

Reprezentacja Francji
- 1. miejsce w Igrzyskach Olimpijskich: 2020
- Mistrzostwo świata: 2017
- 3. miejsce w mistrzostwach świata: 2019
- 3. miejsce w mistrzostwach Europy: 2018
- Mistrzostwo Europy U-18: 2014
- Mistrzostwo świata U-19: 2015
- 3. miejsce w mistrzostwach Europy U-20: 2016
- 3. miejsce w mistrzostwach świata U-21: 2017

Indywidualne
- Najlepszy prawy rozgrywający mistrzostw Europy U-20 w Danii w 2016[8]
- Najlepszy prawy rozgrywający mistrzostw świata U-21 w Algierii w 2017[10]

## Odznaczenia
- Chevalier Orderu Legii Honorowej – 2021[15]